# Sędziwój Pałuka

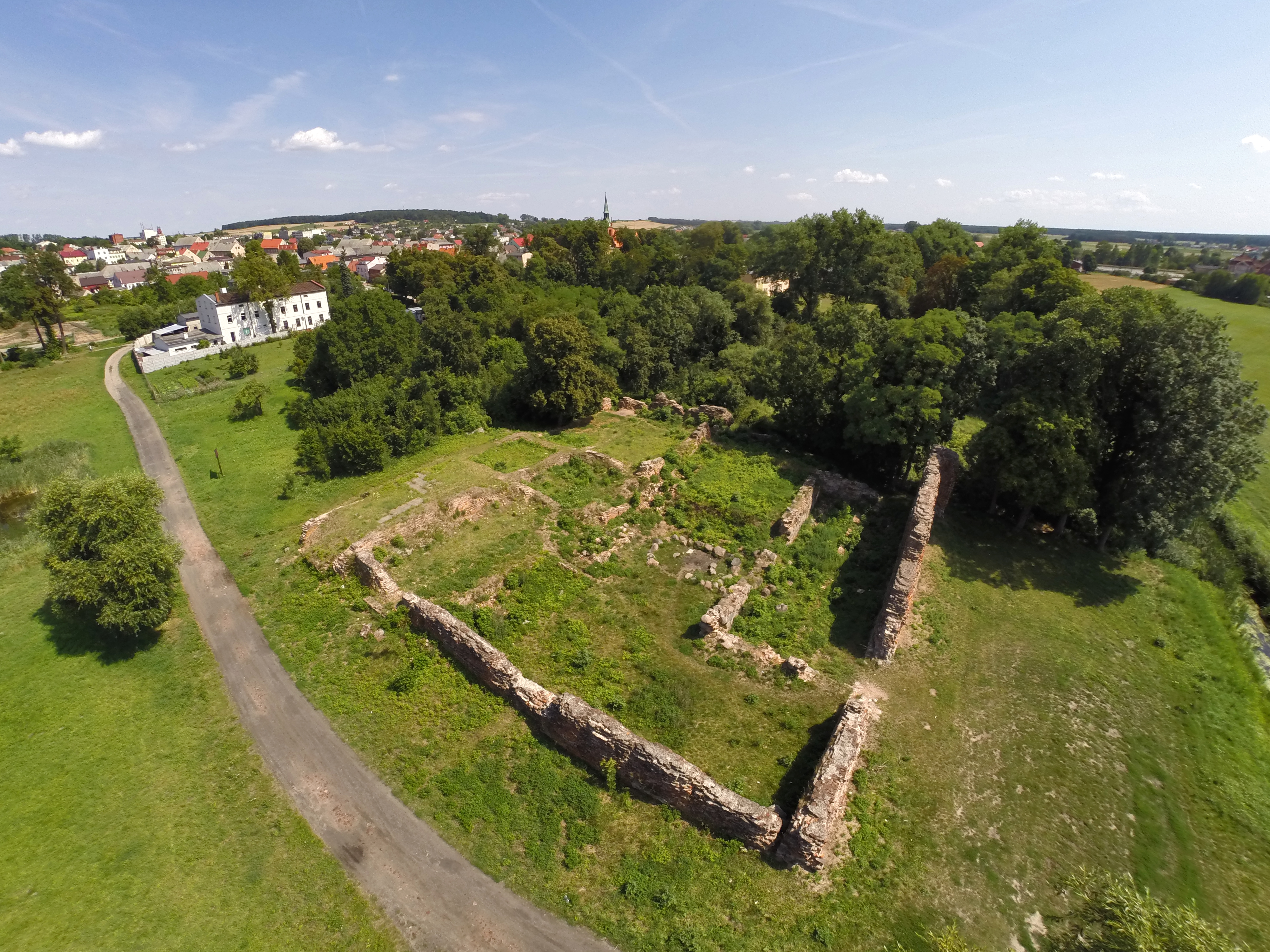
Ruine der Burg Szubin

Sędziwój Pałuka (lat. Sandivofius de Subyn; * vor 1328 (wahrscheinlich in Wąsosz), † 28. Mai 1405) war ein polnischer Adeliger und Woiwode von Kalisz (1381–1405) sowie Generalstarost von Großpolen (1372–1405). Seine Familie gehörte der Wappengemeinschaft Topór an.

## Leben
1365 gründete er als seinen Sitz auf der Burg Szubin in Szubin. Sędziwój Pałuka war ab den 1370er Jahren ein Parteigänger von König Ludwig den Großen, den er während der Rebellion Ladislaus des Weißen unterstützte und das königliche Heer gegen Ladislaus führte. Nach Ludwigs Tod unterstützte er seine Tochter Hedwig von Anjou bei der Wahl zum polnischen König sowie ihre Ehe mit Władysław II. Jagiełło. 1383 nahm er zusammen mit Spytek Melsztyński und Jan Tarnowski an Verhandlungen mit dem Kaiser Sigismund auf der Lublauer Burg teil.